# Jacques des Baux
Jacques des Baux (ital.: Giacomo del Balzo, deut.: Jakob von Baux; † 7. Juli 1383 in Tarent) war ein Fürst von Tarent und Achaia sowie Titularkaiser von Konstantinopel. Er war der Sohn von François des Baux (Francesco del Balzo; † 1422) und dessen zweiter Ehefrau Marguerite d’Anjou-Tarent.
Jacques entstammte der Familie des Baux, die ursprünglich in der Provence beheimatet war. Seine Vorfahren kamen in der Mitte des 13. Jahrhunderts mit Karl von Anjou nach Unteritalien und stiegen im Königreich Neapel zum führenden Adel auf. Das Verhältnis der Familie zur Krone fand in der wirren Zeit Königin Johannas I. allerdings einen Bruch, nachdem Jacques’ Vater 1374 von der Königin aus Neapel verbannt wurde.
Über seine Mutter war Jacques selbst mit den Anjou verwandt und nachdem sein Onkel Philipp II. von Tarent 1374 kinderlos starb, war Jacques sein Haupterbe. Er bekam das Fürstentum Tarent sowie den inhaltslosen Titel eines Kaisers von Konstantinopel. Das Fürstentum Achaia aber hatte der Onkel an die Königin vererbt, was Jacques nicht akzeptierte und den Kampf gegen die Königin aufnahm. Im Kampf um das Fürstentum warb er unter anderem auch die Söldner der navarresischen Kompanie an (1380), die den Peloponnes verwüsteten. Nach der Ermordung Königin Johannas 1382 wurde Jacques von den Baronen Achaias anerkannt, doch musste er nun gegen den Mörder und Nachfolger der Königin, König Karl III., und ihren letzten Ehemann, Otto von Braunschweig, ankämpfen.
Jacques starb bereits ein Jahr später und wurde in der Kathedrale San Cataldo bestattet. Er war mit Agnes von Anjou-Durazzo verheiratet, hatte aber keine Kinder. Da auch die Ehe seiner Schwester Antonia mit König Friedrich III. von Sizilien kinderlos blieb, übertrug er seine Rechte an Herzog Ludwig I. von Anjou. Dennoch war das Erbe nach seinem Tod umkämpft: In Achaia übernahm die navarresische Kompanie die Macht und auf Tarent erhoben seine Vettern aus der Familie Orsini del Balzo einen Anspruch. Der ebenfalls an den Herzog von Anjou vergebene Kaisertitel erlosch hingegen mit seinem Tod, da dieser ihn, ebenso wie seine Nachkommen, niemals führte.

## Nachkommen
Im Jahr 1382 heiratete er Agnes von Anjou-Durazzo, die Witwe des Cansignorio della Scala († 1375), Herr von Verona. Sie war die Tochter von Karl, Herzog von Durazzo (1323–1348) und Maria von Kalabrien (1329–1366), welche die Schwester der Königin von Neapel, Johanna I., war. Aus ihrer Ehe gingen keine Kinder hervor.
Jacques des Baux hatte zwei uneheliche Töchter:
- Maddalena († nach 1383)
- Caterina († nach 1383)